# K-Wert nach Fikentscher
Der auch als Eigenviskosität bezeichnete K-Wert wird über Viskositätsmessungen von Polymer-Lösungen bestimmt und häufig im technischen Bereich zur Bestimmung der molaren Masse von Polymeren, wie PVC, verwendet. Der K-Wert ist bei konstanten Messbedingungen, hinsichtlich Lösungsmittel, Lösungsmittelkonzentration und der Temperatur, nur abhängig von der mittleren molaren Masse der untersuchten Polymere. Er wird über die Beziehung K-Wert = 1000·k nach der Fikentscher-Gleichung berechnet, in der bedeuten: {\displaystyle {\eta }_{r}} = relative Viskosität (dynamische Viskosität der Lösung/dynamische Viskosität des Lösungsmittel) und c = Massenkonzentration an Polymer in der Lösung in g/cm³.
{\displaystyle K=1000\cdot k=1000\cdot {\frac {1{,}5\lg {\eta }_{r}-1+{\sqrt {1+({\frac {2}{c}}+2+1{,}5\lg {\eta }_{r})\cdot 1{,}5\lg {\eta }_{r}}}}{150+300c}}}